# Tänk, när striden den sista är vunnen
Tänk, när striden den sista är vunnen är en sång från 1947 med text och musik av Kaleb Johnson.

## Publicerad i
- Frälsningsarméns sångbok 1968 som nr 573 under rubriken "Evighetshoppet".
- Frälsningsarméns sångbok 1990 som nr 712 under rubriken "Framtiden och hoppet".